# Südliches Kugelgürteltier
Das Südliche Kugelgürteltier oder Südliches Dreibindengürteltier (Tolypeutes matacus) ist eine Säugetierart aus der Gruppe der Gürteltiere (Dasypoda), welche im mittleren Südamerika verbreitet ist. Die Art bewohnt trockene Landschaften und ist weit verbreitet, sie ernährt sich überwiegend von Insekten, gelegentlich aber auch von pflanzlichem Material. Gegenwärtig wird sie als kaum gefährdet eingestuft.

## Merkmale

### Habitus
Das Südliche Kugelgürteltier erreicht eine Kopf-Rumpf-Länge von 21 bis 27 cm (Durchschnitt 25,1 cm; über die Krümmung des Rückenpanzers gemessen 30 bis 42 cm, Durchschnitt 39 cm), dazu kommt noch ein 6 bis 8 cm langer, relativ unbeweglicher Schwanz. Es besitzt ein Gewicht von etwa 1 bis 2 kg, wobei weibliche Tiere offensichtlich etwas schwerer sind. Der Rückenpanzer ist kräftig gebaut sowie deutlich konvex gebogen und reicht in der Regel bis zu den Beinen, die einzelnen Panzerplättchen sind markant sechseckig (hexagonal) geformt. Die Färbung umfasst typische Gelbtöne, wobei auch dunklere Tiere beobachtet wurden. Der Panzer besteht aus zwei deutlich getrennten Teilen, die den Schultergürtel und den Beckenbereich bedecken, beide Teile sind durch zwei bis vier, meist drei bewegliche Bänder verbunden. Am unteren Ende des Rückenpanzers treten sandfarbene Borsten aus. Auf dem Bauch befindet sich ein dunkel gefärbtes Fellkleid. Der Kopf wird von einer dreieckigen Schildplatte bedeckt, die Ohren sind bis zu 2,6 cm lang und gerundet, die Nasenspitze besitzt meist eine pinkfarbene Tönung. Das Tier weist kurze, ebenfalls von Platten geschützte Beine auf, die aber zusätzlich noch von einem dunklen Fell bedeckt sind. Die Vorderfüße enden in vier Zehen, die meist Krallen tragen, von denen die längste bis zu 2,6 cm Länge erreicht. Die Hinterfüße sind mit fünf Zehen versehen, wovon die zweite bis vierte verwachsen sind und hufartige Enden aufweisen. Die erste und fünfte Zehe haben dagegen auch Krallen. Beim Laufen nutzt das Südliche Kugelgürteltier die Sohle der Hinterfüße, während die Vorderfüße nur mit den Spitzen auftreten.

### Schädel- und Skelettmerkmale
Der Schädel ist zwischen 7,4 und 7,7 cm lang und besitzt ein ausgedehntes Rostrum, das röhrenartig geformt ist. Das Südliche Kugelgürteltier besitzt keine echten Zähne, weist aber eine Reihe von molarenähnlichen Zahnbildungen auf, die nicht der für Säugetiere üblichen Zahnformel folgen und von denen je neun pro Kieferast auftreten, insgesamt also 36 Stück. Das obere Gelenk der Ulna an den Vordergliedmaßen ist im Vergleich zu ähnlich großen Gürteltieren eher kurz ausgebildet und erreicht 1,9 cm Länge, bei einer Länge des Gesamtknochens von 5,2 cm. Dies zeigt an, dass das Südliche Kugelgürteltier nur bedingt eine grabende Lebensweise verfolgt.

### Sinnesleistungen und Lautäußerungen
Insgesamt zeichnet sich das Südliche Kugelgürteltier durch einen nur schwach ausgeprägten Sehsinn aus. Als einzige Lautäußerung ist ein Quieken bekannt, welches an jenes von Meerschweinchen erinnert.

## Verbreitung und Lebensraum

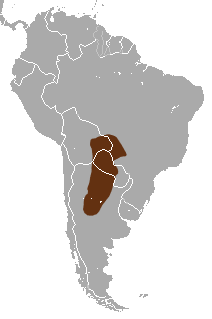
Verbreitungsgebiet

Das Südliche Kugelgürteltier lebt in Südamerika, hier ist es vom südöstlichen Bolivien über den südwestlichen Cerrado-Gürtel Brasiliens und Paraguays bis in den Norden Argentiniens verbreitet. In Paraguay ist es häufig in den trockenen Gran-Chaco-Wäldern zu finden, vor allem im Departamento Boquerón, weniger häufig dagegen in Presidente Hayes und in den Bezirken Concepción und San Pedro. Die Gesamtgröße des Verbreitungsgebietes beträgt schätzungsweise 1,2 Millionen Quadratkilometer, der Umfang des tatsächlich bewohnten Gebietes ist unbekannt. Die Höhenverbreitung reicht bis 800 m über dem Meeresspiegel.
Bevorzugtes Habitat dieser Gürteltierart sind dabei trockene Wälder und Buschlandschaften, deren Jahresniederschlag bei rund 700 mm liegt, sie kommt aber auch in landwirtschaftlich genutzten Gebieten vor. Teilweise ist sie in der Nähe von Ortschaften zu finden. In feuchteren Gebieten bevorzugt das Südliche Kugelgürteltier Palmensavannen und Galeriewälder. Die Populationsdichte wird mit einem Individuum je Quadratkilometer in Trockenwäldern und je zwei Quadratkilometern und mehr in Sekundär- bzw. laubwerfenden Wäldern angegeben. Vor allem im südöstlichen Brasilien und in Paraguay kommt es teils zu Überschneidungen mit den Lebensräumen des Sechsbinden-Gürteltiers (Dasypus septemcinctus), des Riesengürteltiers (Priodontes maximus) und des Südlichen Nacktschwanzgürteltiers (Cabassous unicinctus).

## Lebensweise

### Territorialverhalten

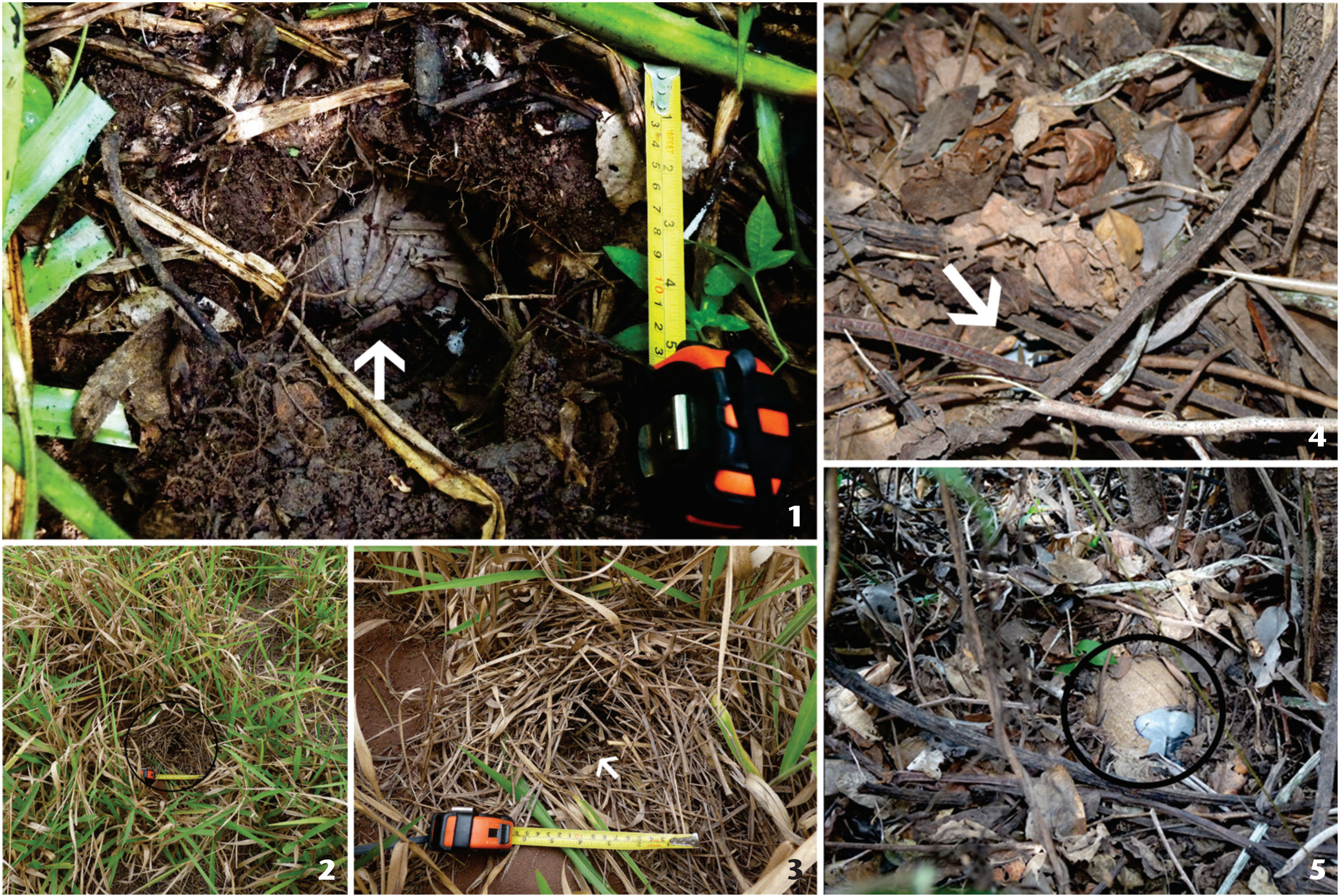
Verschiedene Unterschlüpfe des Südlichen Kugelgürteltiers: links oben: gegrabener Bau; links unten beide Bilder: Nest aus getrockneten Pflanzenmaterial; rechts beide Bilder: Nest aus Blätterabfall

Das Südliche Kugelgürteltier ist weitgehend nacht- und dämmerungsaktiv, wobei während der Aufzucht von Jungtieren auch Tagaktivität zu verzeichnen ist. In der Gran-Chaco-Region finden die meisten Aktivitäten zwischen 18:00 und 02:00 Uhr statt. Ähnliches wurde im Pantanal festgestellt. Hier dauert die tägliche Aktivitätszeit durchschnittlich 5,5 Stunden. Die von den einzelnen Tieren genutzten Aktionsräume sind im Gran Chaco zwischen 2,0 und 46,4 ha groß, durchschnittlich erreichen sie 14 ha Fläche. Im Pantanal ließen sich Ausdehnungen von 14,5 bis 194,9 ha dokumentieren mit einer mittleren Angabe von 58,4 ha. Bei männlichen Tieren korreliert die Größe der Flächen mit dem Körpergewicht, bei weiblichen hingegen nicht. An den Rändern überschneiden sich die Areale mit denen anderer Individuen. Wie das Nördliche Kugelgürteltier (Tolypeutes tricinctus) gilt auch das Südliche als schlechter Gräber, der nur selten eigene Baue anlegt. Bei Beobachtungen von mehreren Individuen im zentralen Brasilien ergaben sich jedoch häufigere Grabungsaktivitäten als ursprünglich vermutet. Die vom Südlichen Kugelgürteltier gegrabenen Baue haben eine durchschnittliche Höhe von 11 cm, eine Breite von 12,8 cm und eine Tiefe von 35 cm. Darüber hinaus zieht sich die Gürteltierart in Blätterabfall, getrocknetes Pflanzenmaterial, kleine Depressionen oder in Pflanzennester zurück. Rund drei Viertel aller untersuchten Tiere wurden aber in kleinen Bauen registriert, hier dominieren nicht ausgewachsene Individuen gegenüber ausgewachsenen. Häufig sind die Eingänge der Baue mit Blätterabfall verdeckt. Es wird angenommen, dass die Baue eher der Thermoregulation und der Aufzucht des Nachwuchses als primär dem Schutz vor Beutegreifern dienen. Anders als der nördliche Verwandte nutzt das Südliche Kugelgürteltier keine von anderen Tierarten angelegten Baue als Ruheplatz. In einzelnen Unterschlüpfen können bei ungünstigen oder kalten Witterungsbedingungen bis zu sechs Tiere gleichzeitig beobachtet werden. Solche Gruppenbildungen sind aber nur temporär und dauern einen bis vier Tage. Ein einzelnes Tier verbleibt täglich rund 14 Stunden in seinem Versteck. Bei der Fortbewegung setzt der Vorderfuß mit den Spitzen der Krallen auf, der Hinterfuß mit der gesamten Sohle.

### Ernährung
Das Südliche Kugelgürteltier ist ein Insektenfresser, der seine Nahrung weitgehend opportunistisch vom Boden aufnimmt und nicht wie andere Gürteltiere tiefere Löcher in die meist harten Böden der Trockenwälder gräbt oder Ameisen- beziehungsweise Termitenhügel gezielt aufbricht. Bei Untersuchungen von insgesamt 66 Mageninhalten aus der Chaco-Region konnten, abzüglich aufgefundener Bodenreste, 70 % Insekten, 20 % Pflanzenmaterial und 10 % nicht identifizierbare Nahrungsreste ausgemacht werden. Alle beobachteten Überbleibsel von Wirbellosen stellen ausnahmslos die bodenbewohnender Tiere dar. Die Auswahl der Nahrung ist dabei abhängig von den Jahreszeiten, Termiten werden vor allem vom Juli bis November verzehrt. Zu den bedeutendsten Ameisenformen als Nahrungsgrundlage gehören Atta, Pseudomyrmex, Pheidole, Crematogaster und Acromyrmex, aber auch in unterirdischen Erdnestern lebende Termiten der Gattungen Heterotermes und  Syntermes. Neben Ameisen und Termiten werden auch andere Invertebraten wie Spinnen und Käfer gefressen, von letzteren unter anderem Vertreter der Scarabaeiformia. Hier dominieren häufig Larven, die mitunter bis zu 25 % des gesamten Mageninhaltes füllen können. Weiterhin nimmt das Südliche Kugelgürteltier zusätzlich Früchte zu sich, was ebenfalls saisonal abhängig ist, hierzu gehören zum Beispiel solche der Gattung Ziziphus. Da häufig Erde und damit verbunden Samen geschluckt werden, was unter Umständen bis zu 40 % und mehr des gesamten Mageninhaltes ausmachen kann, geht man davon aus, dass die Gürteltierart eine wichtige ökologische Funktion bei der Verbreitung von Pflanzen in ihrem Lebensraum besitzt.

### Fortpflanzung
Weibliche Tiere in der Brunft werden häufig von mehreren Männchen bedrängt, die Paarung findet in der Regel zwischen Juli und Oktober statt. Die Tragzeit dauert schätzungsweise 120 Tage. Meist kommt nur ein Jungtier zur Welt, selten zwei, wobei die Hauptphase der Geburten von Oktober bis Januar anhält. Die Stillzeit umfasst rund zehn Wochen. Jungtiere ähneln den erwachsenen Individuen deutlich, der Rückenpanzer ist aber noch weich. Ihr Gewicht liegt bei der Geburt bei nur 85 g, es erhöht sich bis zur Entwöhnung auf 850 g. Sie können von Geburt an laufen und sich bei Gefahr einrollen, die Augen öffnen sich aber erst nach 22 Tagen. Die sexuelle Reife ist mit drei bis fünf Jahren erreicht. Die Reproduktionsrate allgemein ist gering und liegt bei 1,5 Jungtieren pro Weibchen und Jahr. Das Höchstalter eines Südlichen Kugelgürteltiers ist mit 12 bis 15 Jahren erreicht, Tiere in Gefangenschaft sollen bis zu 30 Jahre alt geworden sein.

### Verhalten gegenüber Beutegreifern

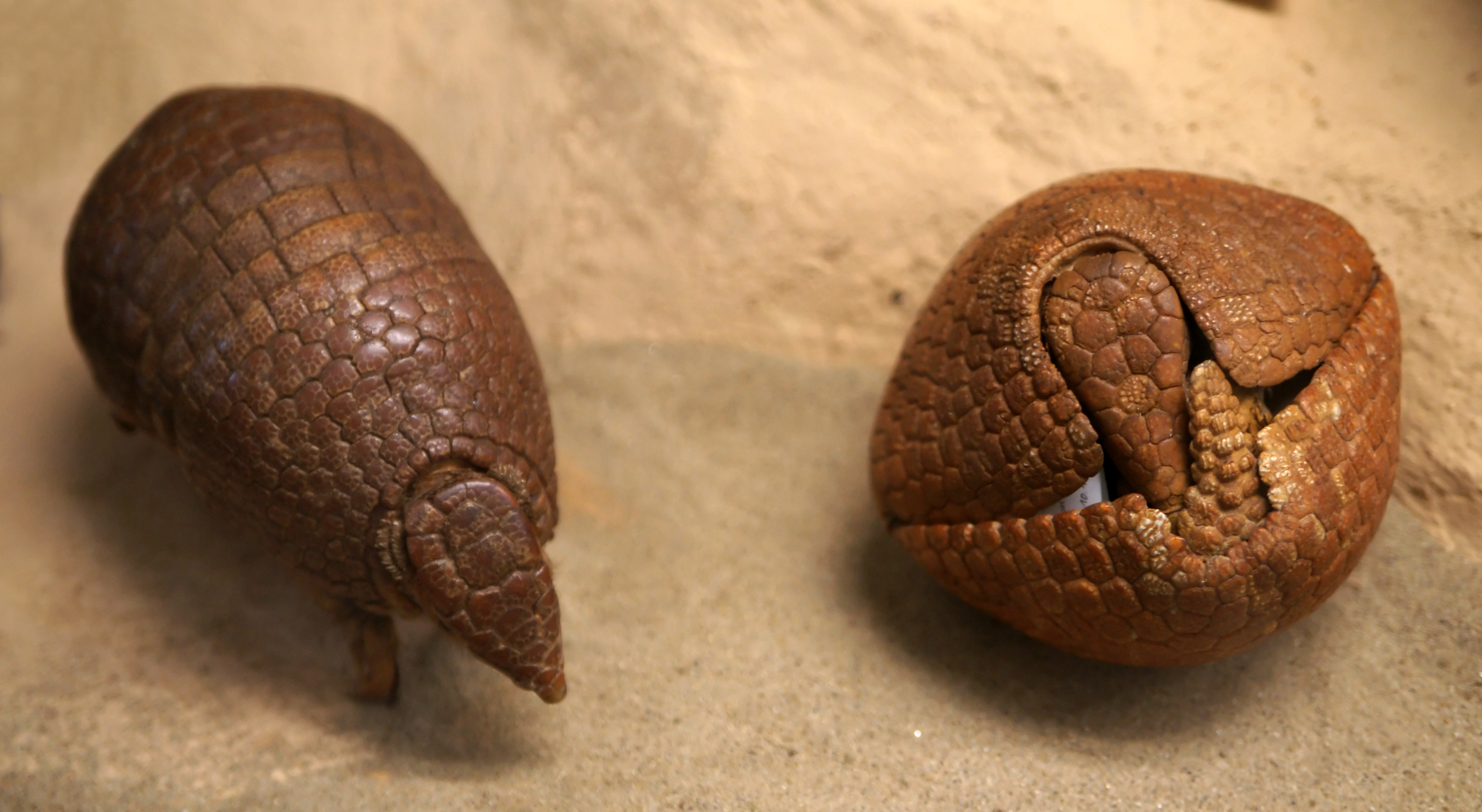
Stehendes und eingerolltes Tier

In der Regel flüchtet ein Südliches Kugelgürteltier bei Gefahr und rennt in Zick-Zack-Linien davon, häufig verbirgt es sich auch in Erdlöchern. Ein bedrohtes Tier kann sich zu einer Kugel zusammenrollen, wobei die dreieckige Stirnplatte und der feste Schwanz die Öffnung des Panzers verschließen. In dieser Position kann es von Füchsen und Kleinkatzen kaum erbeutet werden. Auch gegen größere Raubtiere wie Puma und Jaguar ist die Gürteltierart so weitgehend geschützt. Untersuchungen an 162 Tieren vom Gran Chaco in Bolivien ergaben nur zwei Individuen mit marginalen Wunden, die von größeren Beutegreifern verursacht worden waren. Auch die Analyse von mehr als 200 Kotresten der beiden großen Katzenvertreter aus der Chaco-Region Paraguays brachten nur wenige Hinweise (insgesamt acht) auf eine Erbeutung des Südlichen Kugelgürteltieres durch diese. Interessanterweise stammen häufiger Reste der Gürteltierart aus Gewöllen des Kaninchenkauzes.

### Parasiten
Zahlreiche Parasiten befallen das Südliche Kugelgürteltier, zu den äußeren gehören vor allem Zecken, häufig der Gattung Amblyomma, die sich am Bauchfell festsetzen. Weiterhin sind Flöhe der Gattungen Pulex und Tunga belegt. Zu den Endoparasiten zählen Fadenwürmer wie Orihelia oder Aspipodera, Bandwürmer wie Mathevotaenia und Kratzwürmer wie Travassosia. Vor allem der Befall von Fadenwürmern ist sehr hoch, allein Orihelia konnte in 3,7 % aller untersuchten Tiere nachgewiesen werden.

## Systematik
Das Südliche Kugelgürteltier gehört zur Gattung der Kugelgürteltiere (Tolypeutes), der auch das Nördliche Kugelgürteltier (Tolypeutes tricinctus) zuzurechnen ist. Die Gattung ist durch die Fähigkeit charakterisiert, sich bei Gefahr vollständig zu einer Kugel einrollen zu können. Beide Arten werden in die Gruppe der Gürteltiere (Dasypoda) und zur Familie der Chlamyphoridae verwiesen. Innerhalb der Familie bildet die Gattung Tolypeutes eine eigene Unterfamilie (Tolypeutinae), in die ebenfalls das Riesengürteltier (Priodontes) und das Nacktschwanzgürteltier (Cabassous) eingeschlossen sind. Die Tolypeutinae stellen das Schwestertaxon der Chlamyphorinae mit den Gürtelmullen dar, etwas weiter außerhalb in der Verwandtschaftsfolge finden sich die Euphractinae, denen unter anderem die Borstengürteltiere und das Sechsbinden-Gürteltier (Euphractus) zugewiesen werden. Die Tolypeutinae und die Chlamyphorinae trennten sich laut molekulargenetischen Untersuchungen bereits im Oligozän vor 33 Millionen Jahren, seit dem frühen Miozän unterlagen die Tolypeutinae einer stärkeren Diversifikation.
Fossil nachweisbar ist die Gattung Tolypeutes erstmals im Altpleistozäns mit der Art Tolypeutes pampaeus. Einige Forscher sehen die Art aber als synonym zum Südlichen Kugelgürteltier an, bedeutende Funde stammen etwa aus Miramar und von den Ufern des Río de la Plata in der argentinischen Pamparegion.
Der Art Tolypeutes matacus werden keine Unterarten zugewiesen, sie ist somit monotypisch. Die Erstbeschreibung und die Vergabe des wissenschaftlichen Namens erfolgte 1804 durch Anselme Gaëtan Desmarest, er gab jedoch kein Typusexemplar und keine Typuslokalität an. Seine Beschreibung basierte aber weitgehend auf jener von Félix de Azara über das Südliche Kugelgürteltier, die er 1801 in Le Tatou Mataco im Buch Essais sur l’Histoire Naturelle des Quadrupèdes de la Province du Paraguay veröffentlicht hatte.

## Bedrohung und Schutz

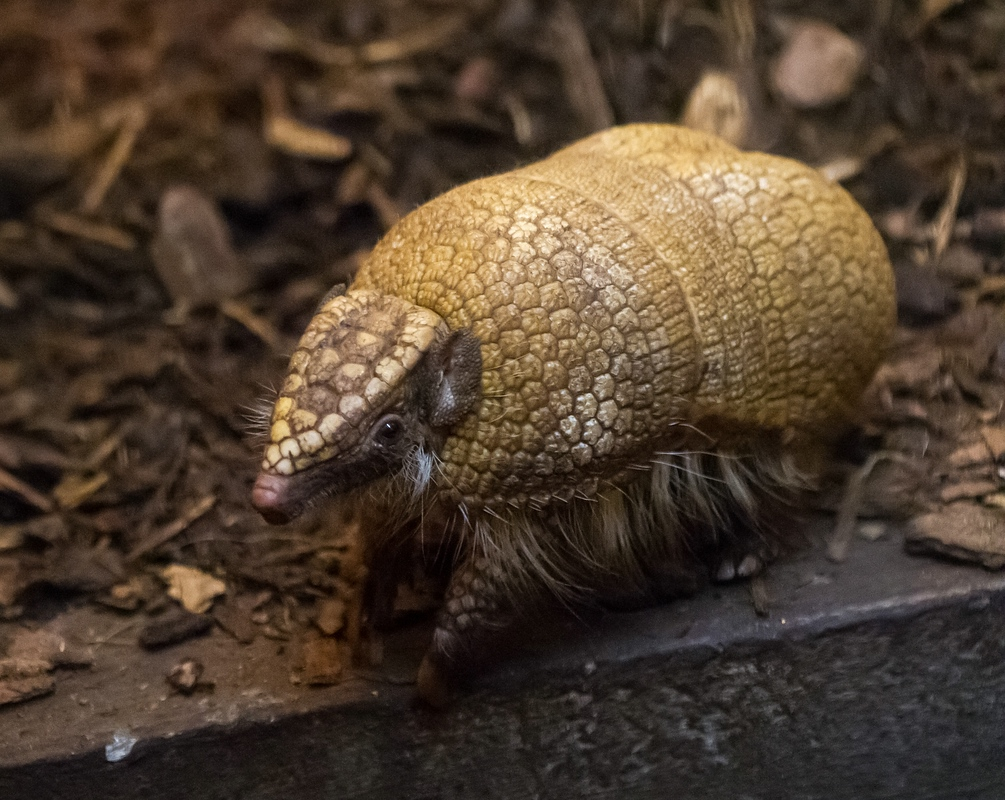
Südliches Kugelgürteltier im Tierpark Chemnitz

Das Südliche Kugelgürteltier wird von der IUCN aufgrund der weiten Verbreitung in Trockengebieten als „gering gefährdet“ (near threatened) eingestuft. Lokal wird es aber vom Menschen als Nahrungsressource gejagt und aufgrund der Tatsache, dass es leicht zu fangen ist, teilweise als Haustier gehalten. Vor allem der daraus resultierende Handel mit der Gürteltierart, häufig nach Europa, bei dem ein Großteil der Tiere stirbt, wird als zukünftige Gefahr gesehen. Zudem ist es durch illegale Brandrodungen gefährdet. In Brasilien war ein Rückgang der Populationen um 30 % seit Mitte der 1990er Jahre verzeichnet worden, in einigen Gebieten Argentiniens ist es unterdessen bereits ausgestorben. Die größte Gefahr stellt aber die Erschließung der Lebensräume durch Industrialisierung im Zuge von Rohstoffgewinnung dar. Die Art kommt in mehreren Naturschutzgebieten vor, so unter anderem im Nationalpark Defensores del Chaco und im Nationalpark Tentiente Agripino Enciso in Paraguay.